# Liratilia
Liratilia is een geslacht van weekdieren uit de klasse van de Gastropoda (slakken).

## Soorten
- Liratilia angulata (Suter, 1908)
- Liratilia compta Powell, 1930
- Liratilia conquisita (Suter, 1907)
- Liratilia elegantula Powell, 1937
- Liratilia isolata Dell, 1956
- Liratilia pulchella Maxwell, 1992 †
- Liratilia sinuata Powell, 1937
- Liratilia subnodosa Powell, 1934